# عدسی تدریجی

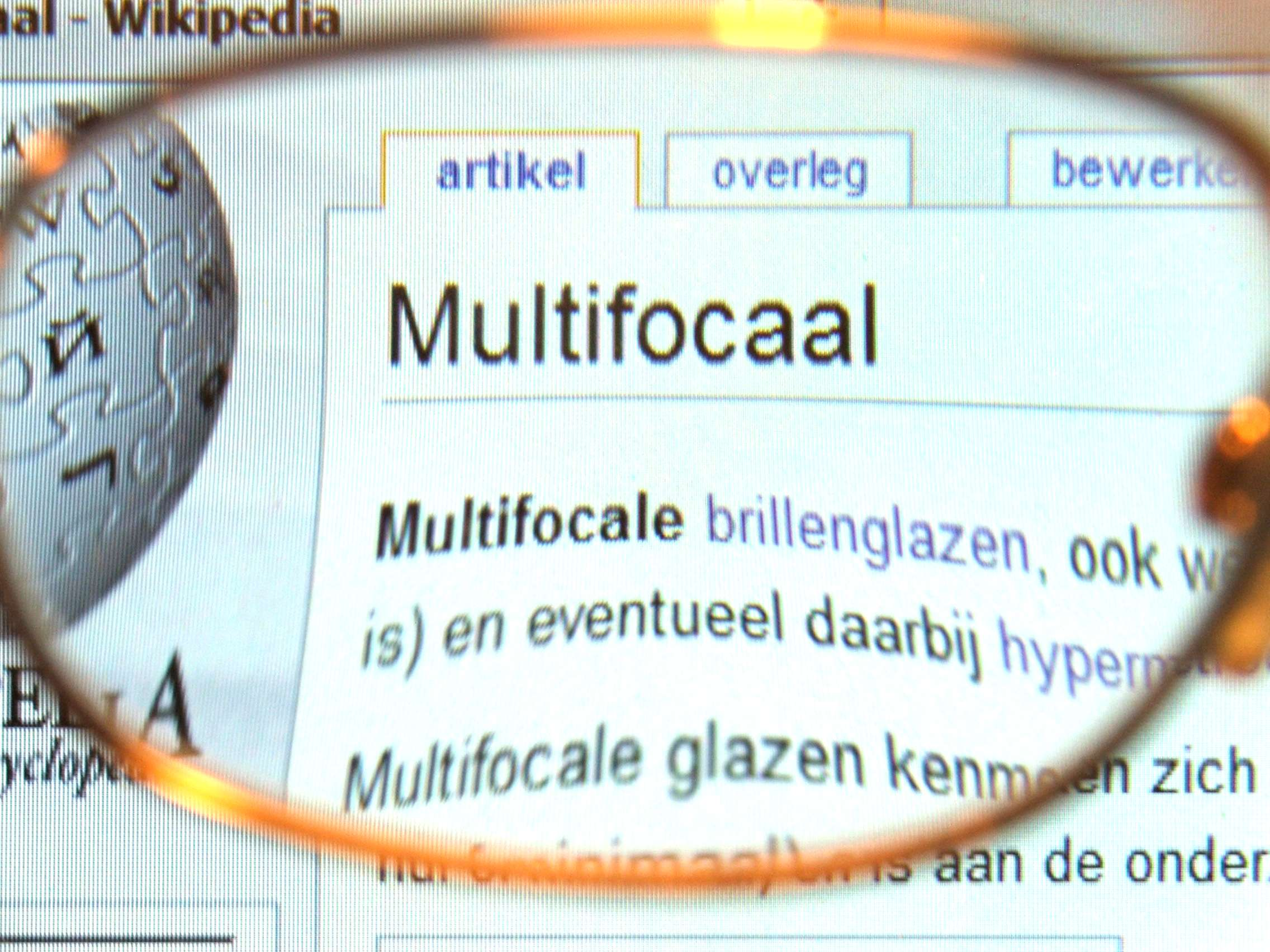
عدسی تدریجی

عدسی تدریجی (به انگلیسی: Progressive lens) نوعی عدسی دو دید است که بالای عدسی برای دید دور و به تدریج پایین عدسی برای دید نزدیک ساخته می‌شود.